# Chiesa di Santa Lucia (Cagliari)
La chiesa di Santa Lucia è un luogo di culto cattolico del Castello, quartiere di Cagliari, situata in via Martini, la strada che dal lato nord di piazza Indipendenza conduce alla piazza Palazzo, dedicata alla martire siracusana.

## Storia e descrizione
La chiesa e l'adiacente ex monastero (che oggi ospita un asilo e una scuola elementare) vennero edificati nel XVI secolo. Nel 1539 il viceré Antonio Cardona fece dono del complesso monastico a un gruppo di clarisse, arrivate a Cagliari da Barcellona su richiesta di papa Paolo III.
L'edificio presenta linee architettoniche riferibili allo stile gotico - aragonese, importato in Sardegna nella prima metà del XIV secolo, che vide il prototipo isolano nel santuario di Nostra Signora di Bonaria, eretto intorno al 1324. Nel quartiere Castello si trovano diversi esempi di costruzioni in questo stile, cominciando dalla trecentesca Cappella della Sacra Spina, nel transetto del Duomo, per arrivare alle cinquecentesche chiese della Purissima, della Speranza, di Santa Maria del Monte e appunto Santa Lucia.
Quest'ultima presenta una facciata a salienti, molto essenziale, priva di ornamenti. Vi si apre il semplice portale, sormontato da un oculo tamponato. Dalla panoramica piazzetta Mundula, vicina alla chiesa, è possibile vedere il retro dell'edificio che, come le costruzioni vicine, poggia direttamente sulla roccia, a strapiombo sul sottostante viale Regina Elena. Da questa postazione è possibile vedere anche la torretta quadrangolare, residuo delle fortificazioni pisane, entro la quale venne ricavata la sacrestia della chiesa.
L'interno è a pianta rettangolare, a unica navata divisa in due campate, con cappelle laterali. La volta delle campate è a crociera semplice, costolonata e con gemma pendula scolpita, poggiante su peducci scolpiti. Il presbiterio, più stretto rispetto alla navata, presenta invece volta a crociera stellare, costolonata e con cinque gemme pendule. L'arco a sesto acuto del presbiterio poggia su semipilastri a fascio con capitelli scolpiti. Le cappelle sul lato sinistro sono semplici, ricavate da ambienti dell'attiguo monastero. Interessanti le due cappelle, a pianta rettangolare e di uguale dimensione, che si aprono sul lato destro della seconda campata: la prima, eretta tra il XVI e il XVII secolo, ha volta a botte lunettata, di gusto rinascimentale, mentre la seconda presenta una particolare volta composta da una crociera completa più una mezza crociera, soluzione adottata anche nella chiesa della Speranza.